# Isigny-sur-Mer
Isigny-sur-Mer är en kommun i departementet Calvados i regionen Normandie i norra Frankrike. Kommunen ligger i kantonen Isigny-sur-Mer som ligger i arrondissementet Bayeux. År 2018 hade Isigny-sur-Mer 2 508 invånare.

## Befolkningsutveckling
Antalet invånare i kommunen Isigny-sur-Mer
Referens: INSEE